# Манифестација Златни дани вина
Манифестација Златни дани вина први пут је одржана 2011. године у Сремској Митровици. Манифестација се одржавала 19. августа.

## Историјат
Манифестација Златни дани вина одржавала се у општини Сремска Митровица од 2011. године. Манифестацију је организовало Удружење поштовалаца вина "Марко Аурелије Пробус".
Маркo Аурелиje Пробус је у време старог Рима засадио прву винову лозу у близини Сирмијума (на Фрушкој гори) који је у то време био центар римске провинције Панонија. У Панонији је рођено неколико римских царева.
Манифестација Златни дани вина окупљала је винаре из земље и иностранства.
У оквиру Сирмијума налази се Архивски вински подрум „Канабула“ у којем су винари, учесници ове манифестације, остављали узорке својих вина.
Од 2017. године ова манифестација је прерасла у Фестивал вина и хране „Вински парк“ који се  одржава у градском парку у Сремској Митровици.